# Sergio Navarro
Sergio Raúl Navarro Rodríguez (* 20. Februar 1936 in Santiago) ist ein ehemaliger chilenischer Fußballspieler. Der Akteur von Universidad de Chile, Colo-Colo und Unión Española nahm als Kapitän mit der Nationalmannschaft seines Heimatlandes an der Fußball-Weltmeisterschaft 1962 im eigenen Land teil und wirkte dabei als Kapitän.

## Karriere

### Vereinskarriere
Sergio Navarro wurde am 20. Februar 1936 in der chilenischen Hauptstadt Santiago geboren und begann seine fußballerische Laufbahn beim dort ansässigen Verein CF Universidad de Chile in der Primera División. Für Universidad de Chile spielte der Abwehrspieler von 1955 bis 1964 zehn Jahre und machte in dieser Zeit insgesamt 199 Ligaspiele, in denen ihm vier Torerfolge gelangen. Seine erste Meisterschaft mit Universidad de Chile konnte Sergio Navarro in der Saison 1959 feiern. In diesem Jahr belegte man punktgleich mit CSD Colo-Colo den ersten Platz in der Tabelle, was ein Entscheidungsspiel um die Meisterschaft erforderlich machte, da die Tordifferenz nicht berücksichtigt wurde. In diesem setzte sich das Team von Trainer Luis Álamos mit 2:1 durch und holte erstmals seit neunzehn Jahren und überhaupt erst zum zweiten Mal in der Vereinsgeschichte den Meistertitel. Es war der Beginn einer erfolgreichen Ära des Vereins, die in fünf weiteren Meisterschaften bis 1969 mündete. Zwei davon erlebte Sergio Navarro als Spieler von Universidad de Chile mit. Die Saison 1962 beendete man auf dem ersten Rang punktgleich mit CD Universidad Católica, gegen das man im Vorjahr noch das Meisterschaftsendspiel verloren hatte. Diesmal machte es Universidad de Chile besser und sicherte sich durch einen 5:3-Erfolg den Titelgewinn. Nachdem man sich im Jahr darauf Colo-Colo geschlagen geben musste, gelang in der Spielzeit 1964 der dritte Meisterschaftstriumph für Sergio Navarro mit Universidad de Chile. Mit einem komfortablen Neun-Punkte-Vorsprung auf Universidad Católica wurde man erneut chilenischer Fußballmeister.
Nach dem dritten Titel mit Universidad de Chile wechselte Sergio Navarro erstmals den Verein und spielte fortan für Colo-Colo. Von 1965 bis 1967 absolvierte der Abwehrspieler 31 Ligaspiele im Trikot des chilenischen Rekordmeisters, fungierte aber anders als zuvor bei Universidad nicht langfristig als Stammspieler. Mit Platz zwei erreichte Navarro in der Spielzeit 1966 seine beste Platzierung im Trikot seines neuen Arbeitgebers. 1968 spielte Sergio Navarro noch ein Jahr für Unión Española Fußball, ehe er im gleichen Jahr seine fußballerische Laufbahn im Alter von 32 Jahren beendete.

### Nationalmannschaft
Zwischen 1957 und 1962 machte Sergio Navarro insgesamt 31 Länderspiele für die chilenische Fußballnationalmannschaft. Ein Torerfolg gelang ihm dabei allerdings nicht. Von Nationaltrainer Fernando Riera wurde er ins Aufgebot der Südamerikaner für die Fußball-Weltmeisterschaft 1962 im eigenen Land berufen. Bei dem Turnier fungierte der zu diesem Zeitpunkt 26-jährige Verteidiger von Universidad de Chile als Kapitän der Auswahl des Gastgebers. Mit Navarro als Kapitän überstand Chile die Vorrunde als Gruppenzweiter hinter der Bundesrepublik Deutschland und vor Italien sowie der Schweiz. Nachdem im Viertelfinale auch die Sowjetunion überraschend eliminiert werden konnte, scheiterte die chilenische Auswahl bei der Weltmeisterschaft 1962 erst im Halbfinale am späteren Weltmeister Brasilien mit 2:4. Das anschließende Spiel um den dritten Platz gewann man aber mit 1:0 gegen Jugoslawien. Sergio Navarro war als Kapitän Stammspieler in der Gruppenphase und im Viertelfinale. Danach fand er aber von Riera keine Berücksichtigung mehr in der Abwehr der chilenischen Nationalelf.

## Erfolge
Universidad de Chile:  mit 
- Chilenische Meisterschaft: 3× (1959, 1962 und 1964)